# Taxi 3.
A Taxi 3 2003-ban bemutatott francia akciófilm, filmvígjáték Samy Naceri főszereplésével. Luc Besson írta, Gérard Krawczyk rendezte.

## Cselekmény
Marseille-ben sosem lesz nyugalom. Gibert felügyelő és lelkes, de mindenre alkalmatlan csapata hiába iparkodik, hogy fenntartsa a rendet: újabb fegyveres banda tartja rettegésben a napfény városát. A Mercedes-szel száguldó német bankrablók és a japán hadügyminisztert elrabló nindzsák után most a görkorcsolyán száguldó terroristákat kellene megfékezni. Amikor a rendőrség tehetetlen, természetesen csak egyvalaki segíthet: Régi ismerősünk, Daniel, a turbómeghajtású taxis, akinek minden vágya, hogy barátnőjével édes kettesben kapcsolhasson a legmagasabb fokozatra. Ehelyett azonban kénytelen újból Emilien barátja és egyúttal a francia mundér becsületét megmenteni. Nincs túl sok kedve hozzá, de újból beletapos a gázba, dübörög a motor, horpad a karosszéria, és ő kétszázhúszas tempót diktálva csap szét a görkoris rosszfiúk között. Ha szerencséje van, még épp odaér a randevújára. A Taxi 3-ban egy bizonyos Sylvester Stallone bukkant fel meglepetésszerűen egy kanyarban.

## Szereplők
| Szereplő                 | Színész                  | Magyar hang     |
| ------------------------ | ------------------------ | --------------- |
| Daniel Morales           | Samy Naceri              | Görög László    |
| Émilien Coutant-Kerbalec | Frédéric Diefenthal      | Kerekes József  |
| Lilly Bertineau          | Marion Cotillard         | Orosz Helga     |
| Camille Coutant-Kerbalec | Manuela Gourary          | Pogány Judit    |
| Petra                    | Emma Sjöberg             | Timkó Eszter    |
| Gibert                   | Bernard Farcy            | Várkonyi András |
| Bertineau tábornok       | Jean-Christophe Bouvet   | Balázs Péter    |
| Alain                    | Edouard Montoute         | Kapácsy Miklós  |
| Miniszter                | David Gabison            | Kardos Gábor    |
| Első utas                | Sylvester Stallone       | Gesztesi Károly |
| Qiu                      | Bai Ling                 | Kökényessy Ági  |
| Patikus                  | Bonnafet Tarbouriech     | Besenczi Árpád  |
| Angele                   | Shirley Kohn             | Simonyi Piroska |
| Orvos                    | Eric Naggar              | Forgács Gábor   |
| Versenyközvetítő         | Frédérick Patois `Goobi` | Juhász György   |